# Tonacatecuhtli

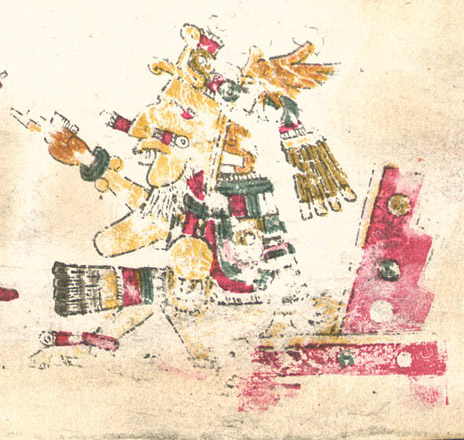
Tonacatecuhtli descritto nel Codice Borgia

Tonacatecuhtli, secondo la mitologia azteca,  era una divinità della fertilità. Abitava nei cieli superiori.  Fu lui ad organizzare la divisione tra terra ed oceani e la creazione del mondo. Veniva inoltre adorato per avere popolato la terra ed averla resa feconda e fruttifera. Ometecuhtli e Omecihuatl erano i creatori della vita, ma fu lui a creare loro ed il pianeta. Trasformò Chantico in cane perché aveva violato un digiuno ed aveva mangiato del pesce arrostito con la paprica. Sua moglie era Tonacacihuatl.

## Etimologia
Il significato del nome della divinità si presta a diverse interpretazioni. Nella Lingua nahuatl classica è composto da due parole: tōnacā e tēcuhtli  Mentre tēcuhtli è di solito tradotto come "signore", tōnacā può avere diversi significati: "signore del nostro cibo" o "Signore della nosttra carne",ma più comunemente è interpretato come "Signore del nostro mantenimento."  Una ulteriore interpretazione è quella di  "Signore dell'abbondanza".